# Phaeochrous enigmaticus
Phaeochrous enigmaticus är en skalbaggsart som beskrevs av Kuijten 1978. Phaeochrous enigmaticus ingår i släktet Phaeochrous och familjen Hybosoridae. Utöver nominatformen finns också underarten P. e. ovchinnikovi.